# Shōnen onmyōji
Shōnen onmyōji (少年陰陽師) est un light novel de Mitsuru Yūki avec des illustrations de Sakura Asagi. Il est publié depuis 2002 par Kadokawa Shoten et 43 tomes sont sortis en juin 2014.
Une adaptation en série télévisée d'animation produite par le Studio Deen a été diffusé du 3 octobre 2006 au 27 mars 2007 sur Kansai TV.

## Histoire

### Univers
L'histoire se déroule dans le Japon de l'époque de Heian et est celle de Abe no Masahiro, le petit-fils du grand onmyōji Abe no Seimei.

### Synopsis
Dans l'empire du Japon traditionnel, Abe no Masahiro est un jeune garçon de 13 ans qui doit supporter la renommée de son grand-père, le célèbre Onmyouji Seimei, reconnu comme le plus grand des exorcistes japonais. Masahiro aspire en effet à devenir lui-même un puissant Onmyouji, d'autant plus qu'il possédait un 6e sens lorsqu'il était enfant et qu'il suivait l'enseignement de Seimei.
Mais pour prouver sa valeur, encore faut-il qu'il parvienne de nouveau à «voir» les esprits et puisse combattre les nombreux démons qui vivent au milieu des hommes. C'est alors que son destin va se mettre en marche avec la rencontre de Guren, aussi appelé Mokkun ou Touda lorsqu'il a forme humaine, l'un des 12 grands esprits Shikigami invoqués par Seimei qui le protègent et l'aident dans ces exorcismes.

## Personnages principaux
- Masahiro, 13 ans, est le héros de l'histoire.

- Guren, aussi connu sous le nom de Mokkun, est l'un des 12 grands esprits Shikigami

- Onmyouji Seimei, reconnu comme le plus grand exorciste. C'est également le grand-père de Masahiro.

- Akiko, grande princesse sauvée à plusieurs reprises par Masahiro

- Les grands esprits Shikigami: Kōchin, Rikugō, Seiryū, Suzaku, Ten'itsu, Tai’in, Genbu, Tenkō, Taijō, Byakko, Tenkū.

- Takao no Kami, déesse du mont Kifune.

## Liste des épisodes
| No | Titre français                                                | Titre japonais                           | Titre japonais                         | Date de 1re diffusion |
| No | Titre français                                                | Kanji                                    | Rōmaji                                 | Date de 1re diffusion |
| -- | ------------------------------------------------------------- | ---------------------------------------- | -------------------------------------- | --------------------- |
| 1  | Ce garçon est le successeur de Seimei                         | この少年、晴明の後継につき               | Kono shōnen, Seimei no koukei ni tsuki | 3 octobre 2006        |
| 2  | Le palais impériaux en flammes au crépuscule                  | 逢魔(おうま)が時(どき)に内裏(だいり)燃ゆ | Oumagadoki ni dairi moyu               | 10 octobre 2006       |
| 3  | Écoute la voix effrayée des ténèbres                          | 闇に怯える声をきけ                       | Yami ni obieru koe o kike              | 17 octobre 2006       |
| 4  | Trouve les ténèbres étrangères                                | 異邦の影を探しだせ                       | Ihou no kage o sagashidase             | 24 octobre 2006       |
| 5  | Repousse les évènements mystérieux et enragés                 | 猛る妖異を退けろ                         | Takeru youi o shirizokero              | 31 octobre 2006       |
| 6  | Arrache le signe émergeant des ténèbres                       | 夜陰に浮かぶ兆しを掴め                   | Yain ni ukabu kizashi o tsukame        | 7 novembre 2006       |
| 7  | Un désir féminin provenant de l'au-delà                       | 彼方に手繰る女の念(おも)い               | Kanata ni taguru onna no omoi          | 14 novembre 2006      |
| 8  | Mets fin au ressentiment dont l'écho se perd à travers Kifune | 貴船に響く怨磋を止めろ                   | Kifune ni hibiku ensa o tomero         | 21 novembre 2006      |
| 9  | Écrase la malédiction des ténèbres                            | 闇の呪縛を打ち砕け                       | Yami no jubaku o uchikudake            | 28 novembre 2006      |
| 10 | Une voix en réponse a un faible souhait                       | 淡き願いに応(いら)えの声を               | Awaki negai ni irae no koe wo          | 5 décembre 2006       |
| 11 | Garde le symbole de la promesse près du cœur                  | 誓いの刻印(しるし)を胸に抱け             | Chikai no shirushi o mune ni dake      | 12 décembre 2006      |
| 12 | Passer de l'autre côté du miroir                              | 鏡の檻をつき破れ                         | Kagami no ori o tsukiyabure            | 19 décembre 2006      |
| 13 | La tornade transporte le chant maudit                         | 辻風が運ぶ禍歌                           | Tsujikaze ga hakobu magauta            | 26 décembre 2006      |
| 14 | Retrouve la pleine lune manquante                             | 満ちた月が欠けるが如く                   | Michita tsuki ga kakeru ga gotoku      | 2 janvier 2005        |
| 15 | Relâche les liens catastrophiques                             | 禍つ鎖を解き放て                         | Magatsu kusari o tokihanate            | 9 janvier 2005        |
| 16 | L'ancienne ombre se terrant dans la nuit                      | 古き影は夜に迷い                         | Furuki kage wa yoru ni mayoi           | 16 janvier 2005       |
| 17 | Plongé dans le sommeil à Rikka                                | 六花に抱(いだ)かれて眠れ                 | Rikka ni idakarete nemure              | 23 janvier 2005       |
| 18 | Personne n'en connaît la raison                               | その理由は誰知らず                       | Sono riyuu wa dare shirazu             | 30 janvier 2005       |
| 19 | Quand l'étoile polaire s'enfonce dans l'obscurité             | 北辰に翳りさす時                         | Hokushin ni kageri sasu toki           | 6 février 2005        |
| 20 | Chasser le vent de l'autre monde                              | 黄泉に誘(いざな)う風を追え               | Yomi ni izanau kaze o oe               | 13 février 2005       |
| 21 | Tenir les liens dans les feux du péché                        | 罪の焔に絆絶え                           | Tsumi no honoo ni kizuna tae           | 20 février 2005       |
| 22 | Tout pour le Miko                                             | すべては巫女の御為に                     | Subete wa miko no on tameni            | 27 février 2005       |
| 23 | La lueur de la flamme de Kagutsushi                           | 軻遇突智の焔は厳かに                     | Kagutsuchi no honoo wa ogosoka ni      | 6 mars 2005           |
| 24 | Le vent du crépuscule, les yeux de l'aube                     | 黄昏の風、暁の瞳                         | Tasogare no kaze, Akatsuki no hitomi   | 13 mars 2005          |
| 25 | La danse du genévrier dans une terrible tempête               | 禍気の渦に伊吹舞う                       | Magaki no uzu ni ibuki mau             | 20 mars 2005          |
| 26 | Aiguise l'épée de la flamme                                   | 焔の刃を研ぎ澄ませ                       | Honoo no yaiba o togi sumase           | 27 mars 2005          |